# Schulek Frigyes Vilmos
 Schulek Frigyes Vilmos (Szobotist, 1825. március 29. – Beregszeg, 1848. október 20.) Pozsonyban nevelkedett aranyműves. 

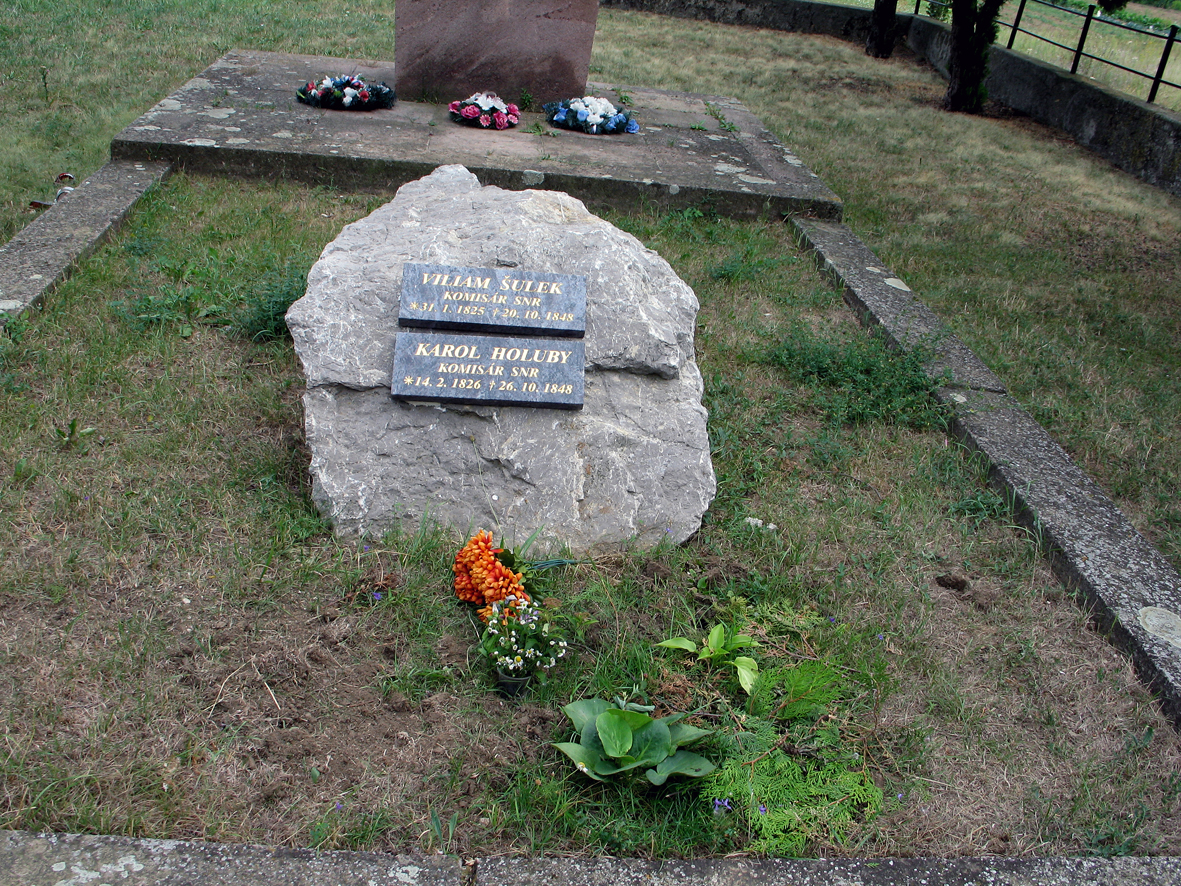
Szobotist, Viliam Šulek (1825 - 1848) és Karol Holuby sírja. 2014.

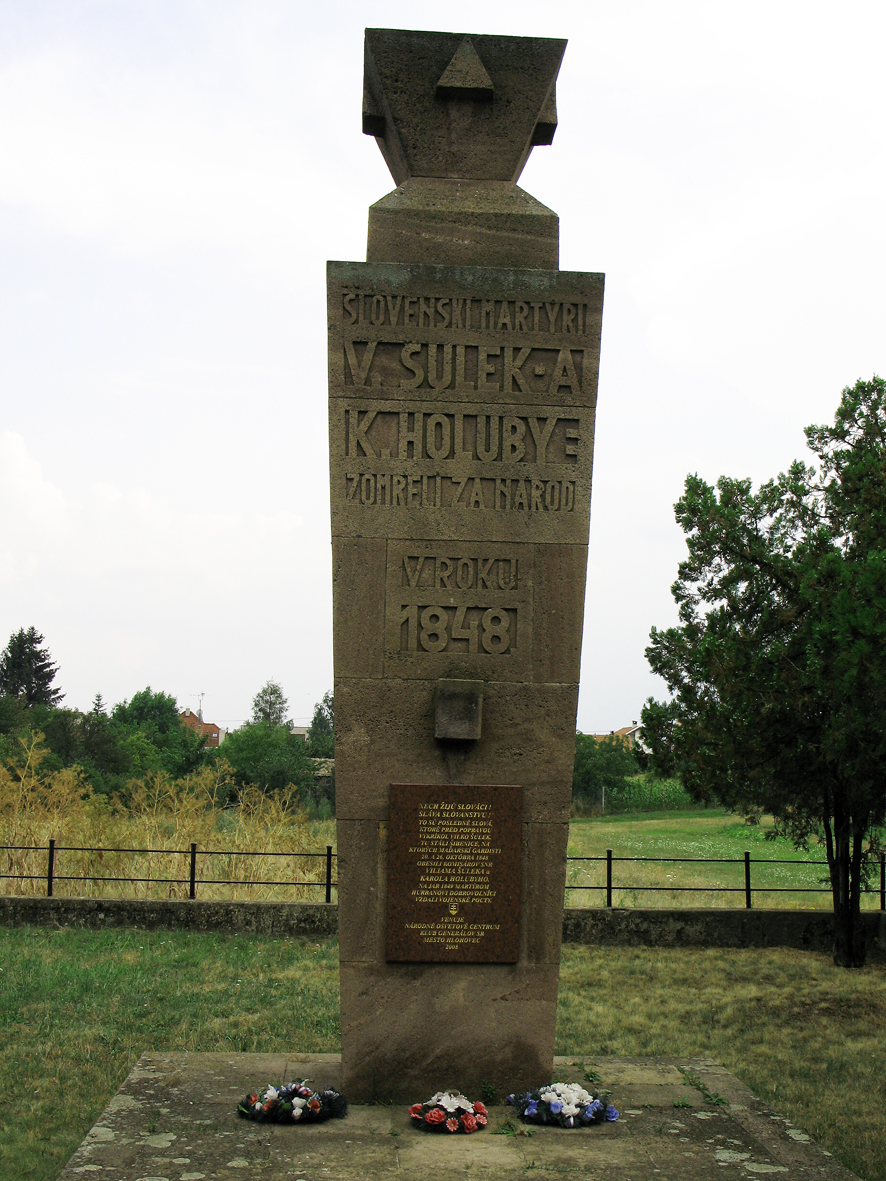
Beregszegen (Galgóc), a kivégzés helyén, 1927-ben emlékmű épült Viliam Šulek és Karol Holuby számára. 2014.

## Életpályája
Aktív szlovák nacionalistaként az 1848–49-es magyar szabadságharc ellenzője, ezért 1848-ban a magyarok Galgócban a szlovák felkelés leverése után elfogott két fiatalembert: a szlovák felkelés vezetői által megalapított Szlovák Nemzeti Tanács futárát, Schulek Vilmost, és Karol Holuby-t, egy evangélikus lelkész 22 éves fiát. Holuby a felkelők élelmezéséért és toborzásáért felelt, tehát fontos szervező feladatot vállalt. Ezért nem csoda, hogy amikor a magyar hatóságok, pontosabban Jeszenák János nyitrai főispán és kormánybiztos az eset kivizsgálásához fogtak, számos, Holubyra és Schulekre terhelő tanúvallomás született. Ezek nyomán, példát statuálandó halálos ítélet hoztak, és Schuleket 1848. október 20-án, Holuby-t pedig 26-án kivégezték.